# Estlands riddarhus
Artikeln behandlar Riddarhuset i det historiska Reval (nuvarande Tallinn). För Ösels riddarhus i Kuressaare, se Riddarhuset i Arensburg. För den sista byggnaden, se Estniska riddarhuset

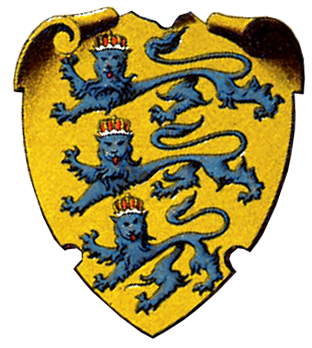
Estlands riddarhus vapen.

Estlands riddarhus, eller Riddarhuset i Reval, var dåvarande Revals (nuvarande Tallinn) ridderskap och den Estländska adeln som korporation, samt säte för lantdag i Reval, där introducerade ätter ägde representation. Sedan 1652 har totalt 308 adelsätter introducerats på Estlands Riddarhus, av vilka idag cirka 179 ätter fortlever.

## Byggnader
Fastigheten där Estlands introducerade adel byggde ett riddarhus och samlades för möten, tillhörde det estniska ridderskapet från 1652. De två första byggnaderna förstördes i bränder och den tredje, från 1684, blev för liten. Den fjärde och sista byggnaden uppfördes 1846–1848, och har efter 1918, när adeln upplöstes, använts för andra funktioner.

## Historia
Introducerad adel är adelsätter som  immatrikulerats inom en adlig korporation och därmed kunnat åtnjuta vissa privilegier, exempelvis representationsrätt i ett parlament. Introduktion av adel har förekommit i Sverige och bland annat Estland, Finland, dåvarande Kurland, Livland, Pommern, Viborg och Ösel.
På 1520-talet vann lutherska reformationen insteg i Estland, huvudsakligen genom Johan Lange, den förste lutherske superintendenten i Reval. Reformationen hade emellertid undergrävt Livlands gamla statsskick. Tyska Orden kunde, såsom en katolsk institution, rimligtvis inte stå i spetsen för ett protestantiskt land, och orden hamnade i ett materiellt, militärt och moraliskt förfall.
Redan 1558 begärde landmästaren Gotthard Kettler hjälp av Gustav Vasa, men varken denne eller Erik XIV ville gå in på hans överdrivna anspråk. Underhandlingarna med honom avbröts, men Erik XIV lovade Reval på dess begäran skydd, under villkor att staden gav sig under Sverige. Kettler hade under tiden fått hjälp av Polen och förlagt en avdelning polska trupper till slottet i Reval, men 1561 kom Klas Kristersson Horn till Reval och tvang den polska besättningen till kapitulation. Efter långvariga underhandlingar med Horn avlade Revals borgerskap samt ridderskapet i Harrien, Wierland och Jerwen trohetseden till kungen av Sverige, varemot denne 2 och 8 augusti 1561 stadfäste deras gamla privilegier, fri- och rättigheter, sådana Estland fått dem av ordensmästarna, och Provinsen Estland anslöts till Sverige samma år, som  ett guvernement eller ett hertigdöme, med en svensk guvernör som styresman. Estland utgjorde under den svenska tiden det nuvarande republikens norra del, medan södra delen och norra delen av nuvarande Lettland tillhörde Livland. 
Den lokala tyska adeln organiserade sig till  Estlands ridderskap, och i rikets försvar deltog Estland endast med adelns rusttjänst (Estländska adelsfanan), men i de fasta platserna, särskilt Reval, fanns ständiga garnisoner av värvade svenska trupper, i vilkas underhåll landet deltog, överbefälet fördes av generalguvernören.
Adeln organiserades politiskt i lantråd och lantmarskalk, vilka lydde under den från Sverige tillsatte guvernören; däremot ägde de ingen representation vid de svenska riksdagarna. Många baltiska ätter naturaliserades dock i Sverige, och svenska adelsätter flyttade till Baltikum. 
Karl XI:s försök att även upphäva livegenskapen, vilket han lyckats med i Svenska Livland, strandade dock på massivt motstånd från adeln, som dessutom var uppretad emot konungen till följd av hans reduktioner.
Med Karl XII:s nederlag flyttade många ur den baltiska adeln till Finland och egentliga Sverige. Ryssland erkände dock den baltiska adelns rättigheter. Genom freden i Nystad 1721 avträddes Estland formellt till Ryssland, och med införlivandet med Ryssland kom rysk adel till Baltikum och upptogs i den baltiska adeln; en del av dessa ätter hade islamiskt ursprung.  Den ryska tiden innebar att fullständig livegenskap infördes och 324 adelsfamiljer ägde eller kontrollerade 1747 350 000 människor.
Efter det estniska frihetskriget blev Estland en självständig republik, och 1918 drogs den estländska adelns privilegier in, och adeln upplöstes politiskt. De adliga godsen konfiskerades och den sista fysiska samlingslokalen, byggnaden Estniska Riddarhuset, användes senare för andra funktioner.
Ridderskapet fortsatte dock ge ut matriklar och levandegöra de adliga traditionerna, tills detta omöjliggjordes i och med Molotov-Ribbentroppakten 1939.

## Heraldik
Förutom avbildningar i adelsmatrikeln, ses begravningsvapen i kyrkor i framförallt Nikolaikyrkan och Domkyrkan i Reval, den sistnämnda var lika viktig för Revals adel som svenska Riddarholmskyrkan var för adelsätter i Sverige.  

## Alfabetisk lista över introducerade adelsätter
Detta är en (ofullständig) alfabetisk lista över svenska adelsätter och Baltisk adel som har introducerats på Estlands Riddarhus, från 1652 till 1918. Av totalt 308 introducerade ätter fortlever idag cirka 179 ätter:
- Aderkas
- Adlerberg
- Albedyll
- Anrep
- Antropoff
- Arnold (von Arnold)
- Arpshofen
- Arronet
- Baer von Huthorn
- Baggehufwudt (von Baggehufwudt)
- Baranoff
- Barclay de Tolly-Weymarn
- Barlöwen
- Baumgarten
- Behr
- Bellingshausen
- von Below (Below)
- Benckendorff
- Berends
- Berg a.d.H. Kandel
- Berg a.d.H. Kattentack
- Bielsky
- Bistram
- Bock a.d.H. Lachmes
- Bock a.d.H. Suddenbach
- Bodisco
- Boije af Gennäs
- Brandt
- Brasch
- von Bremen
- Brevern
- Broel (Plater)
- von Brömssen (Broemsen)
- Bruemmer
- Budberg
- von Bunge (Bunge)
- Buxhoeveden
- Clapier de Colongue
- Clodt von Jürgensburg
- von Cube (Cube)
- Dehn
- Dellingshausen
- Delwig
- Derfelden
- Ditmar
- Drenteln
- Douglas
- Dücker
- Ekesparre
- Engelhardt
- von Essen
- von Fersen
- Fock
- Friederici
- Gersdorff
- Girard de Soucanton
- Glasenapp
- Gortschakow
- Grabbe
- Gruenewaldt
- Güldenstubbe
- Hagemeister
- Hagmann
- Hahn
- Handtwig
- Harpe
- Hastfer
- Helffreich
- Heyden
- Hirschheydt
- Hoerschelmann
- Howen
- Hoyningen (Huene)
- Hueck
- Hunnius
- Igelstroem
- Kaulbars
- Keller
- Keyserling
- Klopmann
- von Knorring
- Korff
- Koskull
- Kotzebue
- Krause
- Kruedener
- Krusenstierna
- Kügelgen
- Kursell
- Lilienfeld
- Lode
- Lohmann
- Lueder
- Lüders-Weymarn
- Lütke
- Löwen (Löwe)
- Löwenstern
- Löwis of Menar
- Manderstjerna
- Manteuffel
- Maydell
- Mellin
- Meyendorff
- Mickwitz
- Mohrenschildt
- zur Mühlen
- Mühlendahl
- Nasackin
- Neff
- Nieroth
- Nolcken
- Nottbeck
- Osten (Sacken)
- Pahlen
- Patkul
- Peetz
- Pilar von Pilchau
- Pistohlkors
- Ramm
- Rausch von Traubenberg
- Rehbinder
- Rehekampff
- Rehren
- Rennenkampff
- Renteln
- Reutern
- Ribeaupierre
- Richter
- Roenne
- von Rosen
- Rosen (rote)
- Roten (weiße)
- Rosenbach
- Ruckteschell
- Saltza (von Saltza)
- Samson-Himmelstjerna
- Scharenberg
- Scherembeke
- Schilling
- Schlippenbach
- Schonert
- Schubert
- Schulmann
- Seidlitz a.d.H. Söttküll
- Seidlitz a.d.H. Waetz
- Sievers
- Simolin
- Sivers
- Staal
- Stackelberg
- Stael von Holstein
- Steinheil
- Stenbock
- Stjernhjelm
- Straelborn
- Strandmann
- Stromberg
- Stryk
- Taube
- Tideböhl
- Tiesenhausen
- Toll
- Totleben
- La Trobe
- Uexküll
- Ulrich
- Ungern-Sternberg
- Veh
- Vietinghoff
- Wachtmeister
- Wahl
- Weiß
- Wendrich
- Wetter-Rosenthal
- Weymarn
- Wistinghausen
- Wolff
- Wolffeldt
- Wolkonski
- Wrangell
- Wrede
- Zoege von Manteuffel
- Zubow